# Arthur Joner Gobbi
Arthur Joner Gobbi (Cascavel, 11 de dezembro de 2006) é um ciclista brasileiro especializado em ciclismo de pista e BMX, atualmente membro da Seleção Brasileira de Ciclismo de Pista e atleta do programa Geração Olímpica Paraná.

## Início no ciclismo
Filho de Vânia Clacielli Joner e Evandro José Gobbi, Arthur iniciou sua carreira esportiva aos 6 anos, competindo no BMX. Em 2015, conquistou seu primeiro título relevante ao se tornar Campeão Paranaense de Bicicross.
Em 2022, decidiu migrar para o ciclismo de pista e sagrou-se Campeão Brasileiro de Ciclismo de Pista.

## Conquistas recentes
Em 2024, Arthur foi convocado para representar o Brasil no Campeonato Pan-Americano de Ciclismo de Pista, realizado em Lima, Peru. No mesmo ano, recebeu a Medalha de Honra Osmar "Xiquinho" Zimmermann, a maior honraria esportiva concedida pelo município de Cascavel.
Em 2025, Arthur participou do Campeonato Brasileiro de Ciclismo de Pista onde obteve a medalha de prata na modalidade Velocidade Olímpica, No mesmo ano representou o Brasil em uma competição internacional Copa Pista C2 Internacional na cidade de Santiago - Chile, onde nesta competição obteve a 11° posição na categoria Elite

## Principais conquistas
| Ano  | Competição                                     | Modalidade        | Colocação              |
| ---- | ---------------------------------------------- | ----------------- | ---------------------- |
| 2025 | Copa Pista C2 Internacional - Santiago - Chile | Ciclismo de Pista | 11° Lugar Elite        |
| 2025 | Campeonato Brasileiro de Ciclismo de Pista     | Ciclismo de Pista | 🥈 Vice-campeão Elite  |
| 2024 | Jogos Abertos do Paraná                        | Ciclismo de Pista | 🥈 Vice-campeão Elite  |
| 2024 | Copa Paraguai de Pista Internacional           | Ciclismo de Pista | 🥇 Campeão (4x)        |
| 2024 | Campeonato Pan-Americano de Ciclismo de Pista  | Ciclismo de Pista | 7º Lugar               |
| 2024 | Grand Prix Internacional de Ciclismo           | Ciclismo de Pista | 5º Lugar               |
| 2024 | Campeonato Brasileiro de Ciclismo de Pista     | Ciclismo de Pista | 🥇 Campeão Júnior      |
| 2023 | Jogos Abertos do Paraná                        | Ciclismo de Pista | 🥉 Bronze Elite        |
| 2023 | Campeonato Brasileiro de Ciclismo de Pista     | Ciclismo de Pista | 🥈 Vice-campeão Júnior |
| 2023 | Campeonato Paranaense de Pista                 | Ciclismo de Pista | 🏆 Campeão             |

## Reconhecimentos e Homenagens
- Medalha de Honra Osmar "Xiquinho" Zimmermann, concedida pela Câmara Municipal de Cascavel (2024).[5]
- Atleta do Programa Geração Olímpica Paraná, iniciativa de apoio ao esporte no estado do Paraná.